# Октан
Октанът /C8H18/ е въглеводород от хомоложния ред на алканите с 8 въглеродни атома. Съществуват общо 18 структурни изомера с тази формула. Октанът и изомерите му се получават главно от нефт.

## Свойства на n-октан
n-октана е безцветна, леснолетлива течност с мирис на бензин. Той е неполярен и на практика не се смесва с вода. При 20 °C един литър вода се разтварят 7 mg. Парите на октана са по тежки от въздуха, при изтичане се натрупват по пода и ниските части на помещението. Той е леснозапалим и гори като всички алкани, при което се получават въглероден диоксид и вода. Химическите му свойста са типични за алканите (вж. алкан).
Октаните са една от главните съставки на бензина. Един от изомерите на октана, т.нар. изооктан служи като еталон за определяне на октановото число на бензините.